# Савуско море
Савуско море или Море Саву је међуострвско море у Тихом океану између острва Флорес, Сумба и Тимор у Малајском архипелагу. 
Протеже се у географском правцу на приближно 650 км. Укупна овршина мора је 104 хиљаде км², запремина је 175 хиљада км³, просечна дубина је 1683 м, а највећа дубина 3475 м. 
Температура воде на површини креће се од 26°Ц у августу до 28°Ц у фебруару, на дну око 3°Ц. Салинитет је око 34 ‰. У централном делу је слив мора Саву (више од 3000 м). Површинске струје су усмерене претежно на запад и у августу достижу брзину од 50 цм/с. Доњи седименти: теригени муљ са примесом вулканског материјала. Плима и осека су неправилне, полудневне, њихова величина је до 2 м.